# Баскетболист года среди студентов по версии Associated Press
Баскетболист года среди студентов по версии Associated Press (англ. Associated Press College Basketball Player of the Year) — ежегодная баскетбольная награда, вручаемая лучшему баскетболисту в первом дивизионе NCAA по результатам голосования. Награда была учреждена американским информационно-новостным агентством Associated Press и впервые вручена Джерри Лукасу из университета штата Огайо в сезоне 1960/61 годов.
Всего пять игроков: Джерри Лукас, Лью Алсиндор, Билл Уолтон, Дэвид Томпсон и Ральф Сэмпсон получали эту награду по несколько раз, причём только Сэмпсон получал её три раза. Всего лишь три игрока, Кевин Дюрант, Энтони Дэвис и Зайон Уильямсон, становились лауреатами данного трофея, будучи первокурсниками. Чаще других обладателями этой награды становились игроки университета Дьюка (7 раз) и Калифорнийского университета в Лос-Анджелесе (5 раз). Действующим обладателем почётной премии является Зайон Уильямсон из университета Дьюка.

## Легенда
| *         | Избраны в Зал славы баскетбола |
| Игрок (X) | Количество титулов             |

## Победители
| Сезон   | Игрок                | Фото | Университет                                | Позиция                                     | Год обучения |
| ------- | -------------------- | ---- | ------------------------------------------ | ------------------------------------------- | ------------ |
| 1960/61 | Джерри Лукас*        |      | Университет штата Огайо                    | Форвард / Центровой                         | Третий       |
| 1961/62 | Джерри Лукас* (2)    |      | Университет штата Огайо                    | Форвард / Центровой                         | Четвёртый    |
| 1962/63 | Арт Хейман           |      | Университет Дьюка                          | Защитник / Форвард                          | Четвёртый    |
| 1963/64 | Гэри Брэддс          |      | Университет штата Огайо                    | Форвард                                     | Четвёртый    |
| 1964/65 | Билл Брэдли*         |      | Принстонский университет                   | Лёгкий форвард / Атакующий защитник         | Четвёртый    |
| 1965/66 | Кэззи Расселл        |      | Мичиганский университет                    | Атакующий защитник                          | Четвёртый    |
| 1966/67 | Лью Алсиндор*[a]     |      | Калифорнийский университет в Лос-Анджелесе | Центровой                                   | Второй       |
| 1967/68 | Элвин Хейз*          |      | Хьюстонский университет                    | Форвард / Центровой                         | Четвёртый    |
| 1968/69 | Лью Алсиндор*[a] (2) |      | Калифорнийский университет в Лос-Анджелесе | Центровой                                   | Четвёртый    |
| 1969/70 | Пит Маравич*         |      | Университет штата Луизиана                 | Защитник                                    | Четвёртый    |
| 1970/71 | Остин Карр           |      | Университет Нотр-Дам                       | Защитник                                    | Четвёртый    |
| 1971/72 | Билл Уолтон*         |      | Калифорнийский университет в Лос-Анджелесе | Центровой                                   | Второй       |
| 1972/73 | Билл Уолтон* (2)     |      | Калифорнийский университет в Лос-Анджелесе | Центровой                                   | Третий       |
| 1973/74 | Дэвид Томпсон*       |      | Университет штата Северная Каролина        | Атакующий защитник / Лёгкий форвард         | Третий       |
| 1974/75 | Дэвид Томпсон* (2)   |      | Университет штата Северная Каролина        | Атакующий защитник / Лёгкий форвард         | Четвёртый    |
| 1975/76 | Скотт Мэй            |      | Индианский университет в Блумингтоне       | Форвард                                     | Четвёртый    |
| 1976/77 | Маркес Джонсон       |      | Калифорнийский университет в Лос-Анджелесе | Защитник / Форвард                          | Четвёртый    |
| 1977/78 | Батч Ли              |      | Университет Маркетт                        | Разыгрывающий защитник                      | Четвёртый    |
| 1978/79 | Ларри Бёрд*          |      | Университет штата Индиана                  | Лёгкий форвард                              | Четвёртый    |
| 1979/80 | Марк Агирре          |      | Университет Де Поля                        | Лёгкий форвард                              | Второй       |
| 1980/81 | Ральф Сэмпсон*       |      | Виргинский университет                     | Центровой                                   | Второй       |
| 1981/82 | Ральф Сэмпсон* (2)   |      | Виргинский университет                     | Центровой                                   | Третий       |
| 1982/83 | Ральф Сэмпсон* (3)   |      | Виргинский университет                     | Центровой                                   | Четвёртый    |
| 1983/84 | Майкл Джордан*       |      | Университет Северной Каролины в Чапел-Хилл | Атакующий защитник                          | Третий       |
| 1984/85 | Патрик Юинг*         |      | Джорджтаунский университет                 | Центровой                                   | Четвёртый    |
| 1985/86 | Уолтер Берри         |      | Университет Сент-Джонс                     | Тяжёлый форвард                             | Четвёртый    |
| 1986/87 | Дэвид Робинсон*      |      | Военно-морская академия США                | Центровой                                   | Четвёртый    |
| 1987/88 | Херси Хокинс         |      | Университет Брэдли                         | Атакующий защитник                          | Четвёртый    |
| 1988/89 | Шон Эллиотт          |      | Аризонский университет                     | Лёгкий форвард                              | Четвёртый    |
| 1989/90 | Лайонел Симмонс      |      | Университет Ла Салля                       | Лёгкий форвард                              | Четвёртый    |
| 1990/91 | Шакил О’Нил*         |      | Университет штата Луизиана                 | Центровой                                   | Второй       |
| 1991/92 | Кристиан Леттнер     |      | Университет Дьюка                          | Тяжёлый форвард / Центровой                 | Четвёртый    |
| 1992/93 | Калберт Чини         |      | Индианский университет в Блумингтоне       | Лёгкий форвард                              | Четвёртый    |
| 1993/94 | Гленн Робинсон       |      | Университет Пердью                         | Лёгкий форвард / Тяжёлый форвард            | Второй       |
| 1994/95 | Джо Смит             |      | Мэрилендский университет в Колледж-Парке   | Тяжёлый форвард / Центровой                 | Второй       |
| 1995/96 | Маркус Кэмби         |      | Университет Массачусетса                   | Центровой                                   | Третий       |
| 1996/97 | Тим Данкан           |      | Университет Уэйк-Форест                    | Тяжёлый форвард / Центровой                 | Четвёртый    |
| 1997/98 | Антуан Джеймисон     |      | Университет Северной Каролины в Чапел-Хилл | Лёгкий форвард / Тяжёлый форвард            | Третий       |
| 1998/99 | Элтон Брэнд          |      | Университет Дьюка                          | Тяжёлый форвард / Центровой                 | Второй       |
| 1999/00 | Кеньон Мартин        |      | Университет Цинциннати                     | Тяжёлый форвард                             | Четвёртый    |
| 2000/01 | Шейн Баттье          |      | Университет Дьюка                          | Лёгкий форвард / Атакующий защитник         | Четвёртый    |
| 2001/02 | Джей Уильямс         |      | Университет Дьюка                          | Разыгрывающий защитник                      | Третий       |
| 2002/03 | Дэвид Уэст           |      | Университет Ксавьера                       | Тяжёлый форвард                             | Четвёртый    |
| 2003/04 | Джамир Нельсон       |      | Университет Сент-Джозефс                   | Разыгрывающий защитник                      | Четвёртый    |
| 2004/05 | Эндрю Богут          |      | Университет Юты                            | Центровой                                   | Второй       |
| 2005/06 | Джей Джей Редик      |      | Университет Дьюка                          | Атакующий защитник                          | Четвёртый    |
| 2006/07 | Кевин Дюрант         |      | Техасский университет в Остине             | Лёгкий форвард                              | Первый       |
| 2007/08 | Тайлер Хэнсбро       |      | Университет Северной Каролины в Чапел-Хилл | Тяжёлый форвард                             | Третий       |
| 2008/09 | Блэйк Гриффин        |      | Университет Оклахомы                       | Тяжёлый форвард                             | Второй       |
| 2009/10 | Эван Тёрнер          |      | Университет штата Огайо                    | Атакующий защитник / Лёгкий форвард         | Третий       |
| 2010/11 | Джиммер Фредетт      |      | Университет Бригама Янга                   | Разыгрывающий защитник / Атакующий защитник | Четвёртый    |
| 2011/12 | Энтони Дэвис         |      | Кентуккийский университет                  | Тяжёлый форвард / Центровой                 | Первый       |
| 2012/13 | Трей Бёрк            |      | Мичиганский университет                    | Разыгрывающий защитник                      | Второй       |
| 2013/14 | Дуг Макдермотт       |      | Университет Крейтона                       | Лёгкий форвард                              | Четвёртый    |
| 2014/15 | Фрэнк Камински       |      | Висконсинский университет в Мадисоне       | Тяжёлый форвард                             | Четвёртый    |
| 2015/16 | Дензел Валентайн     |      | Университет штата Мичиган                  | Атакующий защитник                          | Четвёртый    |
| 2016/17 | Фрэнк Мейсон         |      | Канзасский университет                     | Разыгрывающий защитник                      | Четвёртый    |
| 2017/18 | Джейлен Брансон      |      | Университет Вилланова                      | Разыгрывающий защитник                      | Третий       |
| 2018/19 | Зайон Уильямсон      |      | Университет Дьюка                          | Лёгкий форвард / Тяжёлый форвард            | Первый       |

## Комментарии
- a  Сменил имя 1 мая 1971 года после первой победы в НБА и принятия ислама, имя при рождении Фердинанд Льюис Алсиндор-младший или просто Льюис Алсиндор. Его новое имя, Карим Абдул-Джаббар, означает: «щедрый, слуга всесильного» (Аллаха)[1].